# Amal Adam
Amal Adam (ur. 24 grudnia 1981) – egipska łuczniczka, mistrzyni igrzysk afrykańskich, olimpijka z Tokio 2020.

## Wyniki
| Impreza              | Rok  | Miejsce | Konkurencja   | Pozycja |                      |      |       |               |     |
| -------------------- | ---- | ------- | ------------- | ------- | -------------------- | ---- | ----- | ------------- | --- |
| Impreza              | Rok  | Miejsce | Konkurencja   | Pozycja | Igrzyska olimpijskie | 2020 | Tokio | indywidualnie | 33. |
| mikst                | 29.  |         |               |         | Igrzyska olimpijskie | 2020 | Tokio |               |     |
| Igrzyska afrykańskie | 2019 | Rabat   | indywidualnie | brąz    |                      |      |       |               |     |
| Igrzyska afrykańskie | 2019 | Rabat   | drużynowo     | złoto   |                      |      |       |               |     |